# Jan Just Bos
Jan Just Bos   (Balikpapan, 28 de juliol de 1939 - Oosterbeek, 24 de març de 2003) fou un botànic, presentador de televisió i remer neerlandès.
Com a remer va prendre part en dues edicions dels Jocs Olímpics d'Estiu, el 1960 i 1964. A Tòquio, el 1964, guanyà la medalla de bronze en la prova del dos amb timoner del programa de rem. Formà equip amb Herman Rouwe i Frederik Hartsuiker.
Bos va estudiar enginyeria forestal a la Universitat de Wageningen, on des de 1968 fou ajudant d'investigació al departament de sistemàtica vegetal. Es va especialitzar en la flora de l'Àfrica subsahariana i va passar sis anys a Sud-àfrica, Libèria, Camerun i Etiòpia, on va col·leccionar més de 10.000 plantes. El 1984 va defensar un doctorat sobre un estudi de les plantes del gènere Dracaena a l'Àfrica occidental. El 1985 va dirigir una expedició al Gabon.
Durant la dècada de 1980 va ser el presentador de la sèrie de televisió de natura Ja, natuurlijk.